# Commissie van Bisschoppen van de Europese Gemeenschap
De Commissie van Bisschoppen van de Europese Gemeenschap (Latijn: Commissio Episcopatuum Communitatis Europensis, afgekort COMECE) is een commissie van katholieke bisschoppen binnen de Europese Unie. De commissie is in het leven geroepen door de bisschoppenconferenties van de lidstaten van de Unie. De commissie heeft de volgende taken:
- het volgen en analyseren van het politieke proces binnen de Europese Unie;
- het informeren van de Kerk over ontwikkelingen binnen de Europese Unie, en binnen de Kerk het bewustzijn met betrekking tot het beleid en de wetgeving van de Unie vergroten;
- het - gebaseerd op de sociale leer van de Kerk - stimuleren van het denken over de uitdagingen waarmee de Europese Unie wordt geconfronteerd.

COMECE werd op 3 maart 1980 opgericht met als doel een directere band te creëren tussen de Katholieke Kerk en de Europese Gemeenschap. Directe aanleiding voor de oprichting was de eerste rechtstreekse verkiezing van het Europees Parlement in 1979. De Commissie komt twee keer per jaar bijeen in Brussel, waar ook het permanent secretariaat is gevestigd.
Van 2006 tot 2012 was de  Nederlandse bisschop Ad van Luyn (bisschop van Rotterdam en voorzitter van de Nederlandse Bisschoppenconferentie) voorzitter van COMECE. 
Sinds het terugtreden van mgr. Van Luyn is de Utrechtse hulpbisschop Ted Hoogenboom lid van de commissie. Namens de Belgische bisschoppenconferentie heeft Jean Kockerols, hulpbisschop van het aartsbisdom Mechelen-Brussel zitting in de commissie.

## Voorzitters
- Franz Hengsbach, bisschop van Essen (1980–1983)
- Jean Hengen, aartsbisschop van  Luxemburg (1983–1990)
- Charles Amarin Brand, aartsbisschop van  Straatsburg (1990–1993)
- Josef Homeyer, bisschop van Hildesheim (1993–2006)
- Ad van Luyn, bisschop van Rotterdam (2006–2012)
- Reinhard Marx, aartsbisschop van München en Freising (2012-2018)
- Jean-Claude Hollerich, aartsbisschop van  Luxemburg (2018- )